# Toreno (kommunhuvudort)
Toreno är en kommunhuvudort i Spanien.   Den ligger i provinsen Provincia de León och regionen Kastilien och Leon, i den nordvästra delen av landet, 300 km nordväst om huvudstaden Madrid. Toreno ligger 683 meter över havet och antalet invånare är 3 661.
Terrängen runt Toreno är kuperad. Runt Toreno är det ganska tätbefolkat, med 149 invånare per kvadratkilometer. Närmaste större samhälle är Ponferrada, 18,3 km söder om Toreno. I omgivningarna runt Toreno växer i huvudsak blandskog.